# Lieuran-lès-Béziers
Lieuran-lès-Béziers (okzitanisch: Liuran de Besièrs) ist eine südfranzösische Gemeinde im Département Hérault in der Region Okzitanien. Sie hat 1.483 Einwohner (Stand: 1. Januar 2022). Die Gemeinde hehört zum Arrondissement Béziers und zum Kanton Béziers-3 (bis 2015: Kanton Béziers-2). Die Einwohner werden Lieuranais genannt.

## Geographie
Lieuran-lès-Béziers ist eine banlieue im Norden von Béziers. Der Libron durchfließt die Gemeinde. Umgeben wird Lieuran-lès-Béziers von den Nachbargemeinden Puissalicon im Norden, Espondeilhan im Nordosten, Bassan im Osten, Béziers im Süden, Corneilhan im Westen sowie Puimisson im Nordwesten.

## Bevölkerungsentwicklung
| 1962                       | 1968 | 1975 | 1982 | 1990 | 1999 | 2006 | 2017 |
| -------------------------- | ---- | ---- | ---- | ---- | ---- | ---- | ---- |
| 624                        | 653  | 595  | 801  | 964  | 927  | 1088 | 1396 |
| Quellen: Cassini und INSEE |      |      |      |      |      |      |      |

## Sehenswürdigkeiten
- Kirche Saint-Martin aus dem 12. Jahrhundert, Umbauten im 19. Jahrhundert
- Schloss Ribaute, Ende des 16. Jahrhunderts erbaut, Monument historique seit 1997

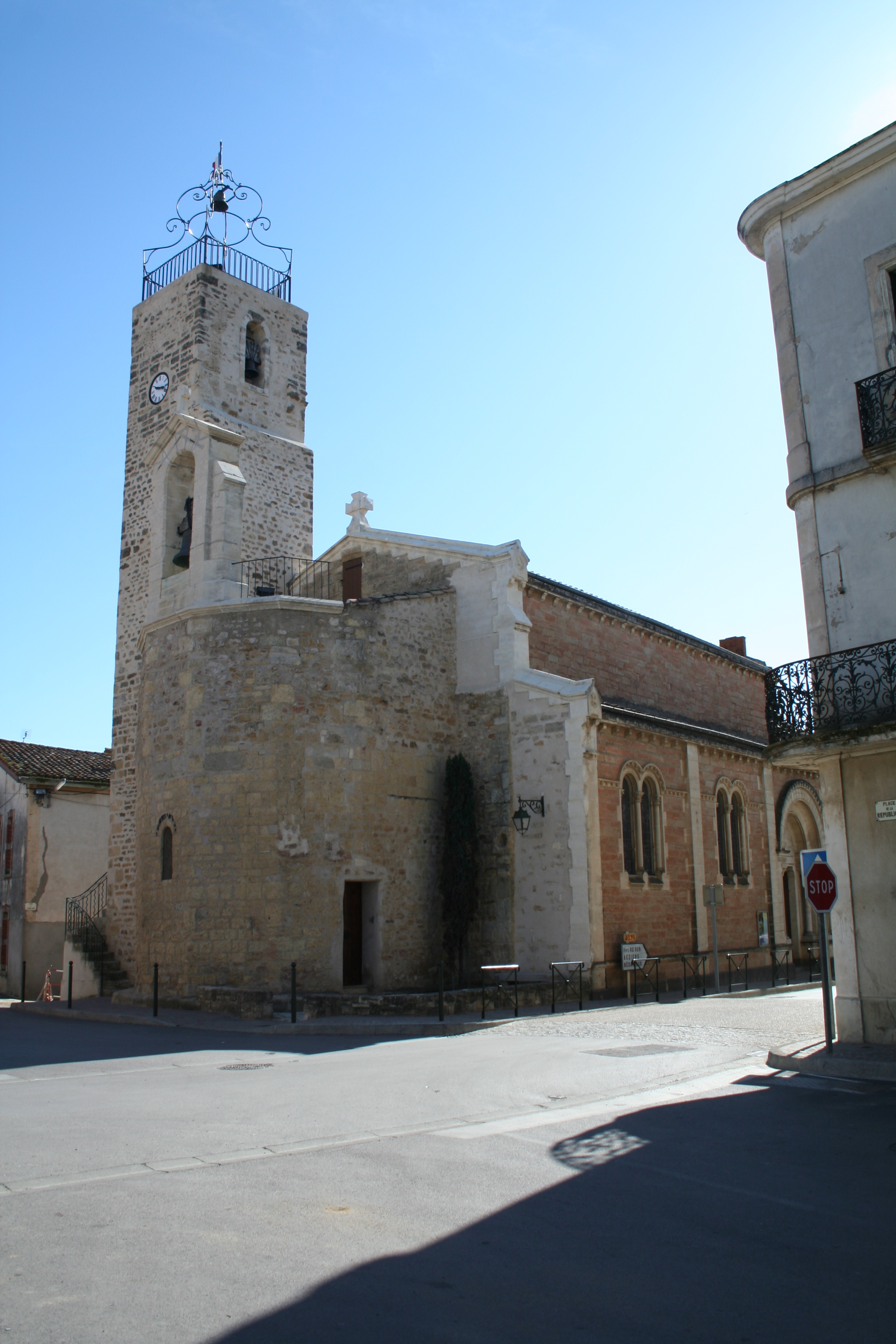
Kirche Saint-Martin